# كرايغ مارتن (لاعب كرة قدم)
كرايغ مارتن (بالإنجليزية: Craig Martin)‏ هو لاعب كرة قدم جنوب أفريقي، ولد في 4 أكتوبر 1993 في كيب تاون في جنوب أفريقيا.

## وصلات خارجية
- كرايغ مارتن على موقع قاعدة بيانات كرة القدم.إي يو (الإنجليزية)
- كرايغ مارتن على موقع Soccerway.com (الإنجليزية)
- كرايغ مارتن على موقع عالم كرة القدم.نت (الإنجليزية)